# Bryum fuscotomentosum
Bryum fuscotomentosum är en bladmossart som beskrevs av Fernand Mathieu Hubert Demaret och J. Leroy 1944. Bryum fuscotomentosum ingår i släktet bryummossor, och familjen Bryaceae. Inga underarter finns listade i Catalogue of Life.